# Amerigo Vespucci
Amerigo Vespucci (9 tháng 3 năm 1454 - 22 tháng 2 năm 1512) là một nhà buôn, nhà thám hiểm và người vẽ bản đồ người Ý. Ông giữ vai trò chính trong hai cuộc thám hiểm vùng bờ biển phía đông của Nam Mỹ từ 1499 đến 1502. Trong chuyến thám hiểm thứ hai, ông phát hiện ra rằng Nam Mỹ mở rộng về phía nam hơn là những kiến thức người châu Âu đã biết. Điều đó làm ông tin rằng vùng đất này là một lục địa mới, một luận điểm dũng cảm vào thời điểm đó, khi các nhà thám hiểm châu Âu vượt qua Đại Tây Dương đều cho rằng họ đã tới được châu Á (hay Ấn Độ, theo cách gọi của người thời đó). Những chuyến thám hiểm của Vespucci được biết đến rộng rãi ở châu Âu sau khi hai báo cáo được xem là của ông được xuất bản từ năm 1502 đến 1504. Năm 1507, Martin Waldseemüller vẽ một bản đồ thế giới, trong đó ông đặt tên cho lục địa mới là "America" (châu Mỹ), lấy theo tên của Vespucci là Amerigo. Trong cuốn sách đi kèm, Waldseemüller in một báo cáo của Vespucci, đã dẫn tới sự chỉ trích rằng Vespucci đã tìm cách chiếm đoạt danh tiếng của Cristoforo Colombo. Tuy nhiên, những nghiên cứu sau này ở thế kỉ 18 về những bức thư, tài liệu khác của Vespucci cho thấy rằng những báo cáo xuất bản lần đầu đã bị nguỵ tạo, nhưng không phải của Vespucci mà của người khác. Có thể nói rằng Christoforo Colombo là người đầu tiên đặt chân lên châu Mỹ, nhưng Amerigo Vespucci là người đầu tiên nhận ra rằng châu Mỹ là một lục địa mới.

## Cuộc đời
Amerigo Vespucci sinh tại Firenze, là con thứ ba trong một gia đình danh giá. Cha ông là công chứng viên cho Phường hội đổi tiền ở Firenze. Amerigo Vespucci làm việc cho Lorenzo di Pierfrancesco de' Medici và em trai ông ta, Giovanni. Năm 1492 họ gửi ông tới chi nhánh của họ ở Sevilla, Tây Ban Nha để làm việc.
Năm 1508, sau hai chuyến đi tới châu Mỹ, Vespucci giữ chức hoa tiêu chính (người chỉ hướng dẫn đường cho các phương tiện vận tải biển) của Tây Ban Nha, có trách nhiệm huấn luyện các hoa tiêu cho các chuyến đi biển. Ông mất năm 1512 vì bệnh sốt rét tại Sevilla, Tây Ban Nha.
Hai bức thư được cho là của Vespucci đã được xuất bản khi ông còn sống. Mundus Novus (Thế giới mới, Tân thế giới) là bản dịch Latin của một bức thư tiếng Ý bị thất lạc gửi từ Lisboa đến Lorenzo di Pierfrancesco de 'Medici. Nó miêu tả một chuyến thám hiểm đến Nam Mỹ trong khoảng thời gian 1501-1502. Mundus Novus được xuất bản vào cuối năm 1502 hoặc đầu năm 1503 và nhanh chóng được tái bản và lan truyền đến nhiều quốc gia châu Âu.
Lettera di Amerigo Vespucci delle isole nuovamente trovate in quattro suoi viaggi (Thư của Amerigo Vespucci liên quan đến các hòn đảo nhỏ mới được phát hiện trong bốn chuyến thám hiểm), còn được biết đến với cái tên Lettera al Soderini, hoặc đơn giản là Lettera, là một lá thư có địa chỉ từ Ý gửi tới cho Piero Soderini. Được in vào năm 1504 hoặc 1505, nó nhắc lại bốn chuyến thám hiểm của Vespucci tới châu Mỹ từ 1497 đến 1504. Một bản dịch tiếng Latin được một người Đức là Martin Waldseemüller xuất bản năm 1507 trong tác phẩm Cosmographiae Introductio, một cuốn sách về thiên văn học và địa lý học, với cái tên Quattuor Americi Vespuccij navigationes (Bốn chuyến thám hiểm của Amerigo Vespucci).